# Szeryf z Fort Benton
Szeryf z Fort Benton – powieść autorstwa polskiego pisarza Wiesława Wernica z 1966 roku. Druga z serii kilkunastu westernów autorstwa Wernica. Przetłumaczona na j. niemiecki i słowacki. 
Książka opowiada o przygodach trapera Karola Gordona. Fabuła powieści rozgrywa się na Dzikim Zachodzie. Doktor Jan, przyjaciel głównego bohatera, poznaje szeryfa urzędującego w Forcie Benton. Ściga on chłopca podejrzanego o zabójstwo. Przypadkiem okazuje się, że poszukiwany jest pacjentem doktora. Zostaje on oczyszczony z zarzutów i wraz z innymi bohaterami książki udaje się na tereny Czarnych Stóp, aby pomóc ochronić znajdujące się tam złoto. Bohaterowie ponownie stykają się z mordercą, który – jak sądzili – zginął rok wcześniej (historię tę przedstawia powieść Tropy wiodą przez prerię). Tym razem co od jego śmierci nie ma wątpliwości. 